# Frits Goldschmeding
Frederik Johannes Diederik (Frits) Goldschmeding (Amsterdam, 2 augustus 1933 – 26 juli 2024) was een Nederlands topman en grondlegger van de flexibele arbeidsmarkt. Hij is vooral bekend als oprichter, voorheen president-directeur en voorzitter van de raad van bestuur, later vicevoorzitter van de raad van commissarissen van Randstad Holding. Daarna zat hij in de raad van toezicht van de Goldschmeding Foundation voor Mens, Werk en Economie.
Tijdens zijn studie economie aan de Vrije Universiteit Amsterdam kwam Goldschmeding tot de conclusie dat er in Nederland ruimte was voor een uitzendbureau. In 1960 richt hij Uitzendbureau Amstelveen op. Kort daarna wordt de naam veranderd in Randstad Uitzendbureau. Inmiddels is Randstad internationaal actief en is het de grootste uitzender van de wereld. Goldschmeding had volgens de Quote 500 (2020) een geschat vermogen van € 4,1 miljard.
Frits Goldschmeding overleed op 26 juli 2024 op 90-jarige leeftijd.

## Goldschmeding Foundation
In 2015 richtte Frits Goldschmeding de Goldschmeding Foundation voor Mens, Werk en Economie op, om liefde en medemenselijkheid terug te brengen in de samenleving. De Goldschmeding Foundation heeft ANBI-status en heeft als doel een betere wereld te initiëren door te denken vanuit het belang van de ander. De stichting ondersteunt hiertoe projecten en wetenschappelijk onderzoek die inspelen op belangrijke maatschappelijke vraagstukken op het gebied van Mens, Werk en Economie.